# Trianglen (metrostation)
Trianglen is een ondergronds metrostation in de Deense hoofdstad Kopenhagen dat op werd geopend op 29 september 2019.

## Geschiedenis
In 1999 werden plannen gepresenteerd voor een metroringlijn (M3) door Kopenhagen en Frederiksberg die aan de noordkant tussen  Nørrebro en Trianglen onder het westelijk deel van het Fælledpark zou lopen.. Twee stations, Rigshospitalet en Trianglen, waren aan de west- respectievelijk oostzijde van het Fælledpark gepland. In latere tracévarianten was een lus aan de noordkant van de stad opgenomen die ook Trianglen omvatte. In december 2005 werd het tracébesluit genomen door de gemeenten Kopenhagen en Frederiksberg. Hierin werd gekozen voor het tracé met de lus door het noorden van de stad in plaats van de route langs Rigshospitalet. 
De bouw begon in januari 2011 met het verleggen van kabel en archeologisch onderzoek. In 2013 werd begonnen met het graven van de bouwput en het station werd voltooid in 2019.

## Ligging en inrichting
Het station ligt onder de westkant van Trianglen, het driehoekige plein voor de oostelijke ingang van het Fælledpark. Behalve de toegangstrap aan het plein ligt de kuip van het station een kwartslag gedraaid ten opzichte van het oorspronkelijke plan waarin de lijn onder het park door zou lopen. De toegangstrap ligt dan ook haaks op de ondergrondse stationshal, de liften tussen straat en perron liggen aan de noordkant van de kuip, aan de zuidkant ligt een trap naar de fietsenstalling die ondergronds met de stationshal verbonden is. Verder naar beneden is het standaardontwerp gevolgd met twee roltrapgroepen die de stationshal met het perron, hier op 25 meter diepte, verbinden. 
Omdat het standaardontwerp op de eerste twee metrolijnen betekende dat de ondergrondse stations voor reizigers onherkenbaar bleken, werd voor de stations van M3 en M4 gekozen voor een eigen wandbekleding en afwerking per station. In dit geval is gebruik gemaakt van witte wandpanelen.
Vlak ten noorden van het station ligt het postmuseum en iets verder naar het noorden ligt voetbalstadion Parken.

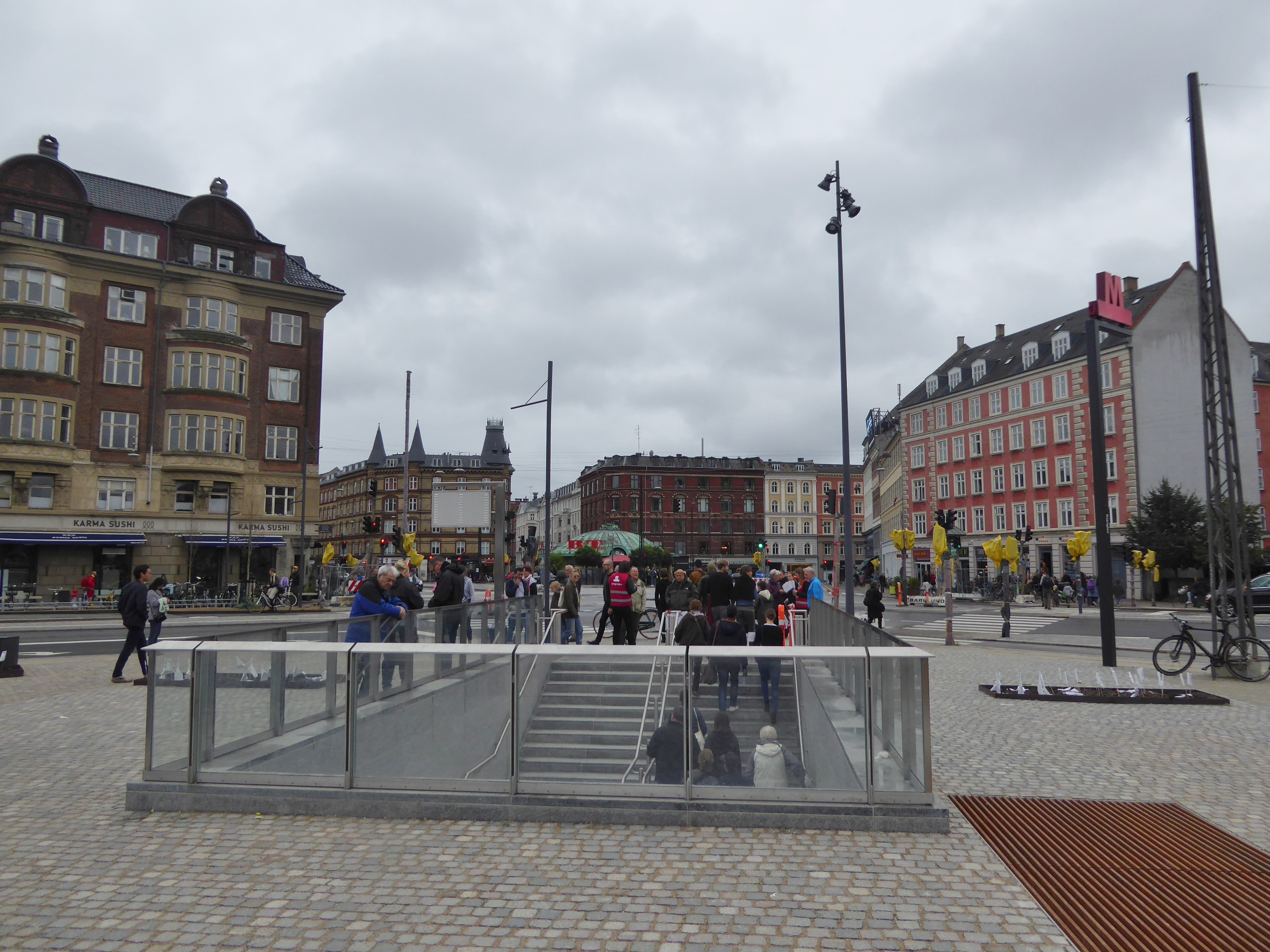
De toegangstrap aan Trianglen gezien uit het westen.
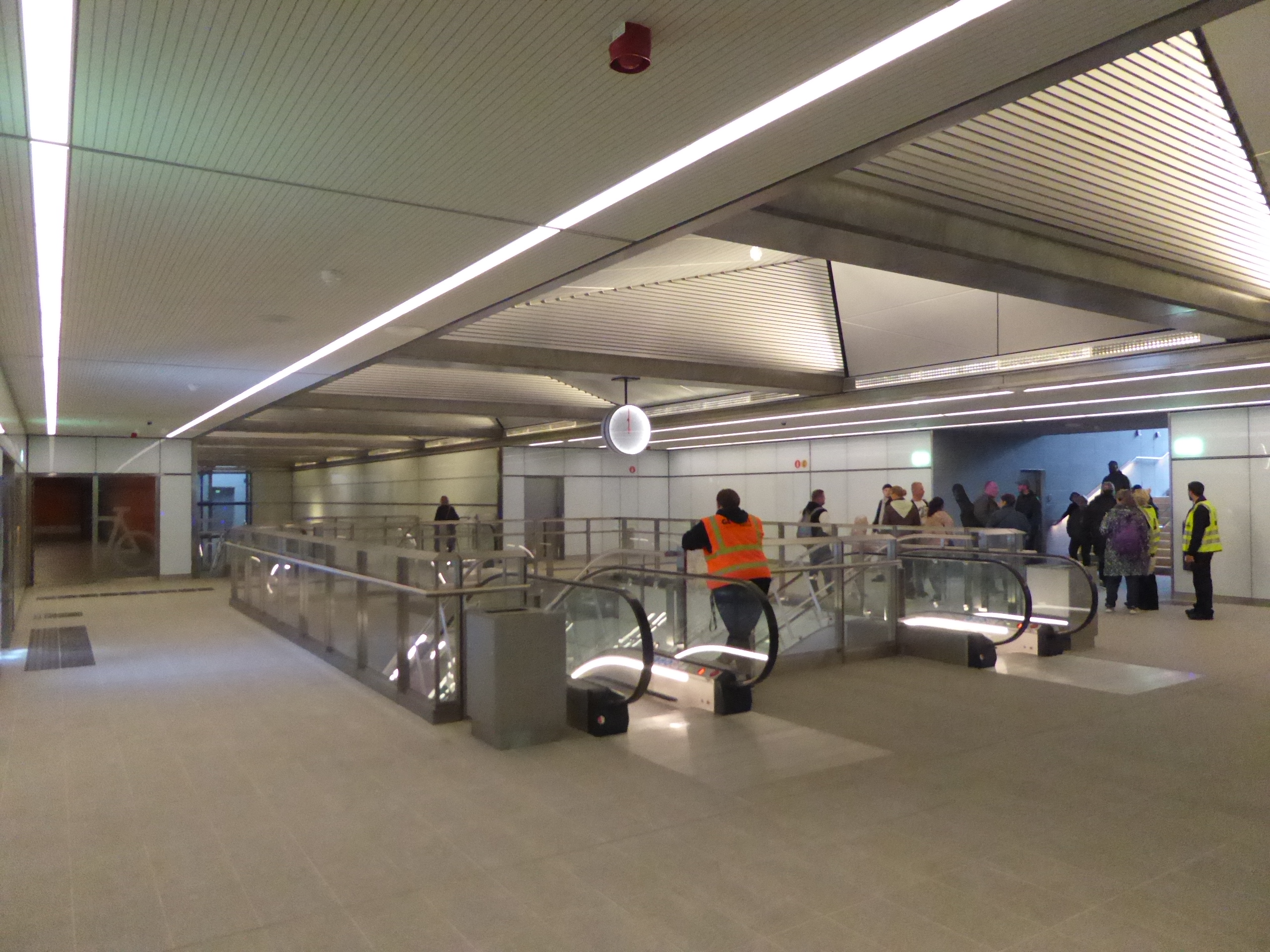
De verdeelhal.
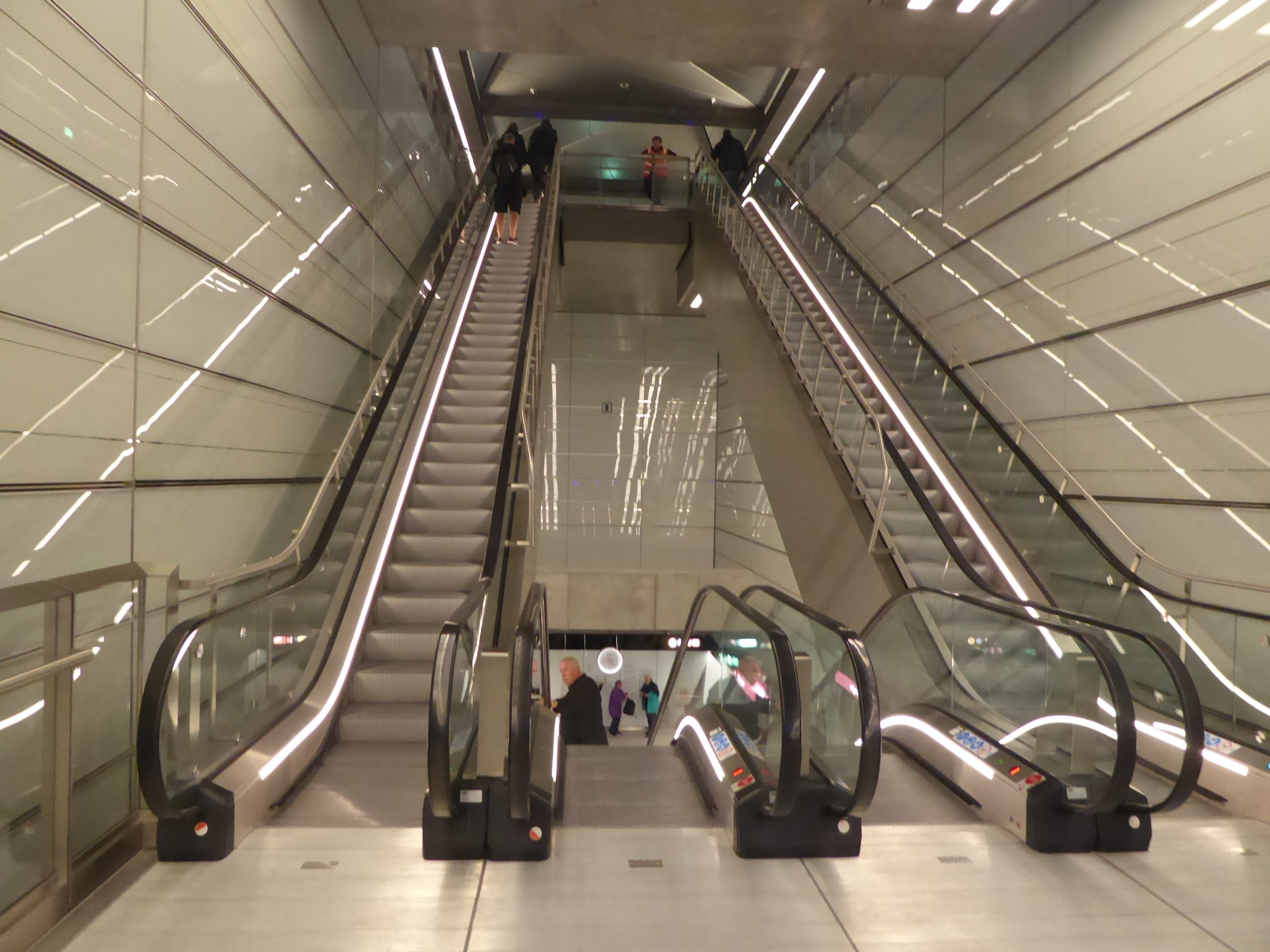
De zuidelijke roltrappen.

København H   · Rådhuspladsen · Gammel Strand · Kongens Nytorv · Marmorkirken · Østerport   · Trianglen · Poul Henningsens Plads · Vibenshus Runddel · Skjolds Plads · Nørrebro  · Nørrebros Runddel · Nuuks Plads · Aksel Møllers Have · Frederiksberg · Frederiksberg Allé · Enghave Plads · København H →